# خشونت (فیلم)
خشونت (انگلیسی: Violence) فیلمی در ژانر درام است که در سال ۱۹۴۷ منتشر شد. از بازیگران آن می‌توان به نانسی کولمن، مایکل اوشی و شلدون لنرد اشاره کرد.